# Burrard (ancienne circonscription fédérale)
Pour les articles homonymes, voir Burrard.
Burrard est une ancienne circonscription électorale fédérale de la Colombie-Britannique, représentée de 1896 à 1904 et de 1917 à 1925.
La circonscription de Burrard est créée en 1892 d'une partie de New Westminster. Abolie en 1903, elle est redistribuée parmi Comox—Atlin, Cité de Vancouver et Yale—Cariboo.
La circonscription réapparait en 1914 avec des parties de Comox—Atlin et de Cité de Vancouver. À nouveau abolie en 1924, elle est redistribuée parmi Vancouver-Nord et Vancouver—Burrard.

## Géographie
En 1914, la circonscription de Burrard comprenait:
- Les quartiers 5, 6, 7 et 8 de la cité de Vancouver

## Député
1896 - 1904
1. 1896-1903 — George Ritchie Maxwell, PLC
2. 1903-1904 — Robert George Macpherson, PLC

1917 - 1925
1. 1917-1921 — Stanford Johnston Crowe, CON
2. 1921-1925 — John Arthur Clarke, CON

- CON = Parti conservateur du Canada (ancien)
- PLC = Parti libéral du Canada